# Eberhard Wimmer
Eberhard M. Wimmer (* 1951 in München) ist ein deutscher Architekt.

## Werdegang
Eberhard Wimmer studierte Architektur an der TU München und an der Cornell University in New York, auch war er Fritz-Schumacher-Stipendiat und Fulbright Scholar. 1987 gründete er ein eigenes Architekturbüro in München. Wimmer wurde in den Konvent der Stiftung Baukultur der Bundesrepublik Deutschland berufen.

## Bauwerke
- 1996: Umbau der Gethsemanekirche, Sendling
- 2004–2010: Evangelische Stadtkirche, Herzogenaurach[1]
- 2010: Umgestaltung des Kirchenraumes und Anbau Treppenturm der St. Markus, München[2]
- 2014: Liturgische Neuordnung der neugotischen Kirche St. Paul, München
- 2005–2014: Speicherbibliothek Berlin-Friedrichshagen[3][4][5][6][7]
- 2018: St. Josef, Holzkirchen mit Sailer Stepan und Partner[8]

## Auszeichnungen und Preise
- 1999: BDA Preis Bayern für Umbau der Gethsemanekirche, Sendling[9]
- 2018: Sonderpreis – Holzbaupreis Bayern für St. Josef, Holzkirchen
- 2020: Nominierung – DAM Preis für St. Josef, Holzkirchen[10]